# Atto II - Disordinato spazio
Atto II - Disordinato spazio è un singolo della cantautrice italiana Joan Thiele pubblicato il 30 aprile 2021.

## Descrizione
Il singolo costituisce il secondo capitolo di un'ideale trilogia, iniziata con Atto I - Memoria del futuro e proseguita con Atto III - L'errore, ed è composto dalle due tracce Tuta blu e Scilla.

## Tracce
Testi e musiche di Joan Thiele.
1. Tuta blu – 3:12
2. Scilla – 3:30